# Phyllocolpa oblita
Phyllocolpa oblita är en stekelart som först beskrevs av Audinet-serville 1823.  Phyllocolpa oblita ingår i släktet Phyllocolpa, och familjen bladsteklar. Arten är reproducerande i Sverige.